# Скриточуб жовтогрудий
Скриточу́б жовтогрудий (Phylloscopus montis) — вид горобцеподібних птахів родини вівчарикових (Phylloscopidae). Мешкає в Південно-Східній Азії. Раніше цей вид відносили до роду Скриточуб (Seicercus), однак за результатами молекулярно-філогенетичного дослідження, опублікованого у 2018 році, його було переведено до роду Вівчарик (Phylloscopus).

## Опис
Довжина птаха становить 9,5-10 см. Верхня частина голови і скроні іржасто-руді, верхня частина тіла зеленувата, нижня частина тіла жовта. На крилах жовті смужки, на тімені темні смуги, навколо очей білі кільця.

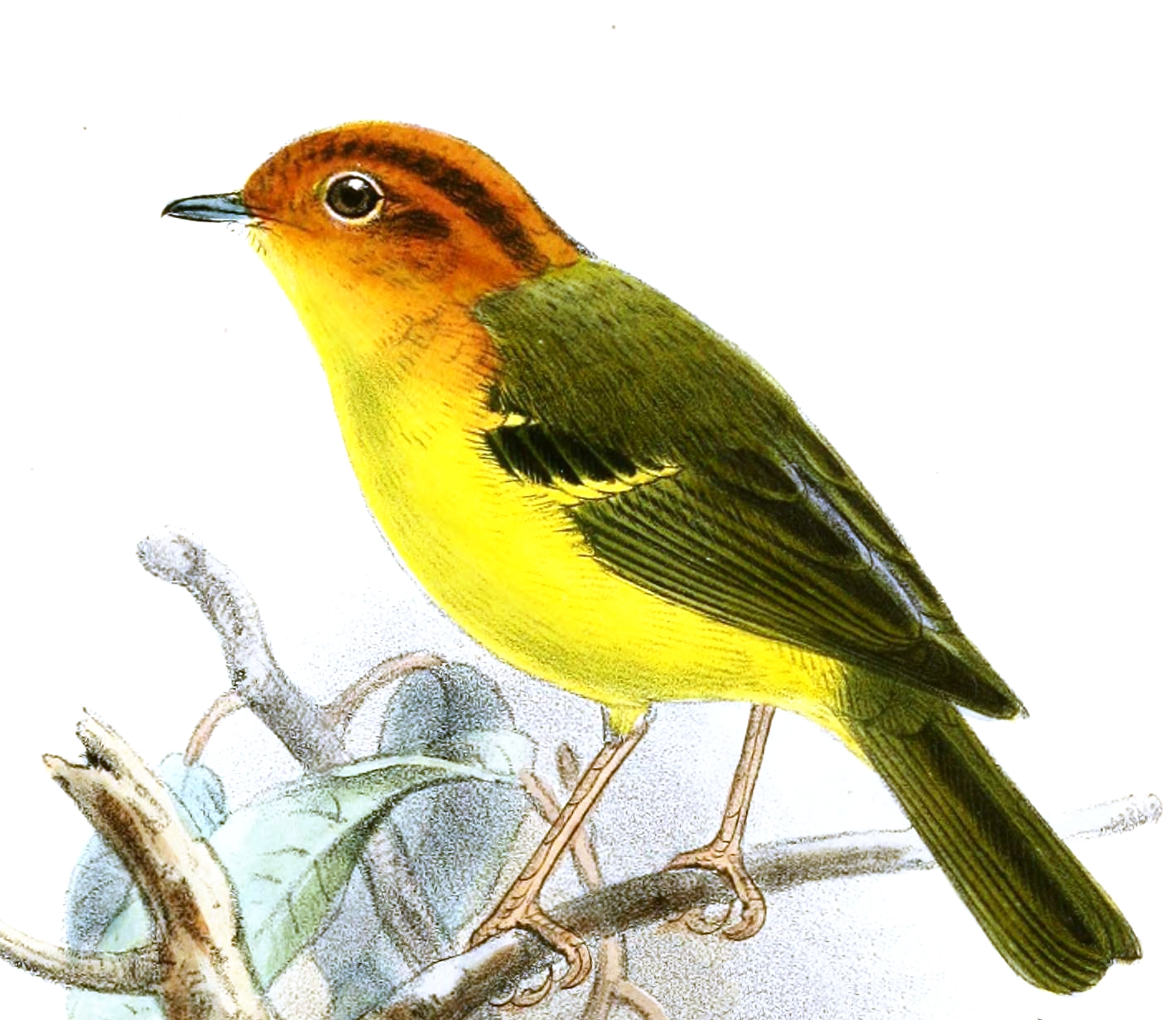
Жовтогрудий скриточуб

## Підвиди
Виділяють шість підвидів:
- P. m. davisoni (Sharpe, 1888) — Малайський півострів;
- P. m. barisanus Christie & Elliott, A, 2016 — західна Суматра (гори Барісан);
- P. m. montis (Sharpe, 1887) — високогір'я Калімантану;
- P. m. xanthopygius (Whitehead, J, 1893) — Палаван і сусідні острови;
- P. m. floris (Hartert, E, 1897) — острів Флорес;
- P. m. paulinae (Mayr, 1944) — острови Тимор і Алор.

## Поширення і екологія
Жовтогруді скриточуби мешкають в Малайзії, Індонезії, Брунеї, на Філіппінах і Східному Тиморі. Вони живуть у вологих гірських і рівнинних тропічних лісах. Зустрічаються поодинці або невеликими зграйками до 5 птахів, переважно на висоті від 900 до 2300 м над рівнем моря. Живляться комахами. Сезон розмноження триває з лютого по квітень. Гніздо кулеподібне з бічним входом, зроблене з трави і моху. В кладці 2 яйця.